# Marco Antônio de Almeida Ferreira
Marco Antônio de Almeida Ferreira (nacido el 20 de diciembre de 1965) es un exfutbolista brasileño que se desempeñaba como defensa.
Jugó para clubes como el Atlético Paranaense, Guarani, Santa Cruz, Mogi Mirim, Paraná, Internacional, Kashiwa Reysol, Internacional y Brasil.

## Trayectoria

### Clubes
| Club                | País   | Año         |
| ------------------- | ------ | ----------- |
| Atlético Paranaense | Brasil | 1985 - 1987 |
| Guarani             | Brasil | 1988        |
| Santa Cruz          | Brasil | 1989 - 1991 |
| Mogi Mirim          | Brasil | 1991 - 1992 |
| Paraná              | Brasil | 1993 - 1996 |
| Internacional       | Brasil | 1997        |
| Kashiwa Reysol      | Japón  | 1998        |
| Internacional       | Brasil | 1999        |
| Atlético Paranaense | Brasil | 1999        |
| Brasil              | Brasil | 1999        |